# Günther Just
Günther Just (* 3. Januar 1892 in Cottbus; † 30. August 1950 in Tübingen) war ein deutscher Zoologe, Eugeniker und Erbbiologe sowie Anthropologe. Seine Forschungsschwerpunkte lagen im Mendelismus und in eugenischen Untersuchungen über Schulleistung, Begabung und Persönlichkeitsentwicklung. Er zeichnete sich durch eine experimentell-genetische Arbeitsweise aus prägte und etablierte den Begriff „Humangenetik“, mit dem er die menschliche Erbbiologie programmatisch in die allgemeine Genetik integrierte. Der Begriff reflektierte die Medikalisierung und Genetifizierung der deutschen Vererbungswissenschaft während der 1930er Jahre.

## Leben

### Jugend und Ausbildung
Just wuchs in Berlin auf. Sein aus der Niederlausitz stammender protestantischer Vater Paul Just hatte es dort im Dienst der Eisenbahn vom einfachen Handwerker zum Oberingenieur gebracht. Just besuchte nach der Volksschule von 1902 bis 1910 das Berliner Humboldt-Gymnasium. Er beschrieb sich selbst Natur- und Tierfreund und stand als Student bei der Gründung einer Wandervogel-Gruppe Pate. Zur Biologie und insbesondere zur experimentellen Genetik brachte den an einem Herzfehler leidenden, auch dem Orgelspiel und Verfassen von Lyrik zugeneigten Just nach eigenen Angaben vor allem die Lektüre der Werke Ernst Haeckels. Er studierte seit dem Wintersemester 1910/1911 in Berlin Zoologie. Am Ersten Weltkrieg nahm er seit Kriegsausbruch als Freiwilliger teil, wobei er eine Armeebücherei verwaltete und im Laboratorium des beratenden Hygienikers der 18. Armee an experimentell-bakteriologischen Forschungsprojekten mitarbeitete. Zurück in Berlin schloss er sein Studium im Oktober 1919 mit einer Dissertation über den „Nachweis von Mendel-Zahlen bei Formen mit niedriger Nachkommenzahl“ ab.
1919/20 arbeitete Just zunächst als Hilfsassistent am Anatomisch-Biologischen Institut in Berlin. Anschließend wurde er Assistent am Kaiser-Wilhelm-Institut für Biologie bei dem Zoologen Richard Goldschmidt in Berlin-Dahlem. Im November 1923 habilitierte Just sich an der Universität Greifswald mit „[…] Untersuchungen zum Problem des Faktorenaustausches“ für das Fach Zoologie. Wie bei seiner Dissertation hatte er dabei an Drosophila-Fliegen geforscht. Die Rockefeller-Stiftung finanzierte in Greifswald einen Lehrauftrag Justs für allgemeine Biologie und Vererbungslehre. 1928 wurde er zum nichtbeamteten außerordentlichen Professor ernannt.

### Institutsleiter in Greifswald
1929 gründete Just in Greifswald eine dem Zoologischen Institut angegliederte Abteilung für Vererbungswissenschaft, die am 17. Mai 1933 vom preußischen Kultusminister Bernhard Rust zum selbstständigen Institut für menschliche Erblehre und Eugenik unter der Direktion Justs erweitert wurde. Das Institut sollte allgemein-biologische und experimentell-vererbungswissenschaftliche Forschung und Lehre vereinen, aber auch der Rassenhygiene als angewandter Erbbiologie dienen. „Die gesetzliche Regelung der eugenischen Sterilisierung und die Differenzierung unseres Fürsorgewesens nach Produktivität und Unproduktivität,“ so Just, „sind die beiden Gesichtspunkte unter denen jede Erörterung des Problems der Erbminderwertigen zu stehen hat.“ Justs Institut setzte daher einen Schwerpunkt auf erb- und konstitutionsbiologische Untersuchungen am Menschen, um Grundlagen für eine psychophysische Beurteilung und positive Leistungsauslese des Individuums in Schule und Beruf zu legen. Seine Version der „erbbiologischen Bildungsforschung“ gilt dabei etwa im Vergleich zu den Forschungen Wilhelm Hartnackes als „gemäßigt“. Justs Interesse galt auch weniger der Rassenkunde, die er als Randgebiet der Erbbiologie ansah, als der speziellen Vererbungspathologie des Menschen. 1935 übernahm er gemeinsam mit dem Breslauer Chirurgen und Krebsforscher Karl Heinrich Bauer, mit dem er freundschaftlich verbunden war, die Herausgabe der Zeitschrift für menschliche Vererbungs- und Konstitutionslehre, die aus der Zeitschrift für die gesamte Anatomie ausgegliedert worden war. 1936 wurde die von Just geleitete Greifswalder Einrichtung in Institut für Vererbungswissenschaft (der Ernst-Moritz-Arndt-Universität) umbenannt.
Zum 1. Mai 1933 war Just der NSDAP beigetreten (Mitgliedsnummer 2.180.259). Im Entnazifizierungsverfahren 1947 rechtfertigte er diesen Schritt damit, er habe seine für die Wissenschaft und das deutsche Volk wertvolle Arbeit fortsetzen und nach außen decken wollen. Ernst Klee bezeichnete Justs Rechtfertigung als „Gipfel an Dreistigkeit: Man hat mitgemacht, um den eigenen Widerstand zu tarnen“. Just arbeitete im Rassenpolitischen Amt der NSDAP mit, war Zellenleiter der Nationalsozialistischen Volkswohlfahrt (NSV), Mitglied des Nationalsozialistischen Lehrerbundes (NSLB) 1940–1945, FM-SS, von 1937 bis 1942 Mitglied des Nationalsozialistischen Deutschen Dozentenbundes (NSDDozB) und von November 1934 bis September 1935 Schulungsleiter der Ortsgruppe der NSDAP in Greifswald-Ost. Zugleich berichten er und Zeugen von einer NSDAP-Kampagne 1933/34, die seine Entlassung als Hochschullehrer zum Ziel gehabt habe. Er soll laut seinen Entnazifizierungsakten auf einem Diskussionsabend Ende Januar 1933 den Antisemitismus scharf kritisiert haben und in seinem engeren Schülerkreis Kritik an nationalsozialistischen Maßnahmen geübt haben. Der Historiker Henrik Eberle weist darauf hin, dass Justs Arbeit schon 1933 finanziell anerkannt wurde und vom Wissenschaftsministerium durch Drittmittelausstattung und Stipendien gefördert wurde. Ein „Kesseltreiben der Nationalsozialisten gegen seine Forschungen“, wie Just in seinem Entnazifizierungsverfahren behauptete, habe es zu keinem Zeitpunkt gegeben.

### Im Reichsgesundheitsamt und Professor in Würzburg
Die Förderung seiner Forschung wurde jedoch zurückgefahren, weil Just Grundlagenforschung betrieb oder seine Ergebnisse für das NS-Regime nutzlos waren. So ergaben seine Forschungen in der Bildungsforschung 1935, dass die Abiturienten mit den schlechtesten Noten überwiegend mittlere Beamte und Ärzte wurden. Justs Wechsel ins Reichsgesundheitsamt sicherte ihm ein höheres Gehalt und Verbeamtung. Im April 1937 wurde Just vom Reichsgesundheitsamt beauftragt, die Untergruppe „Erbwissenschaftliches Forschungsinstitut“ in der Abteilung „Erbmedizin“ in Berlin-Dahlem zu leiten. Am 27. August wurde er als Oberregierungsrat verbeamtet.  Gleichzeitig behielt er, wie von ihm gefordert, seine Lehrtätigkeit in Greifswald bei. Sein Institut wurde inzwischen von der Provinz Pommern finanziell gefördert. Just begann, sich dem eugenischen Ziel der „Ausschaltung leistungsungesunder Erblinien“ zu widmen. Dabei ging er dabei von einer erblichen Grundlage „biologischer Minusvariation“ in weiten Bereichen „asozialer und antisozialer Verhaltensweisen“ aus. Er initiierte dazu Forschungen seiner Doktoranden Hilfsschulen beginnen, weil er davon ausging, dass es einen Zusammenhang zwischen geistiger Minderbegabung und „Leistungsunterwertigkeit“ gebe.
Zwischen der Dahlemer Abteilung und den anderen Berliner Forschungseinrichtungen bestand ein enger Austausch. 1937 wurde Just Mitglied des Reichsbundes der Deutschen Beamten (RDB). 1939 bis 1940 gab er für den Springer-Verlag das Handbuch der Erbbiologie des Menschen in sieben Bänden heraus. 1942 untersuchte er die Zusammenhänge zwischen der Papillarmusterverteilung und erblichen Geisteskrankheiten an Insassen von „Irrenanstalten“. Dass er diese Arbeiten, wie er der Deutschen Forschungsgemeinschaft erläuterte, mit höchster Dringlichkeit durchführte, lässt darauf schließen, dass er über die Ermordung der Geisteskranken während des Nationalsozialismus im Bilde sein konnte.
Am 1. Dezember 1942 erhielt Just einen Ruf an die Universität Würzburg, wo er 1943 ein Ordinariat für Rassenbiologie antrat. Seine Lehrveranstaltungen umfassten Vorlesungen, Praktika und Anleitungen zu den Themen „Menschliche Erblehre als Grundlage der Rassenhygiene“, „Rassenhygiene“, „Bevölkerungspolitk“, „Vererbungslehre“ bzw. „Vererbungswissenschaft“, „Rassenkunde“ bzw. „Rassenlehre“ und „Rassenbiologie“. Eine von ihm gewünschte Umbenennung des zuvor von Ludwig Schmidt und kommissarisch ab 1941 von Friedrich Keiter geleiteten Instituts für Vererbungswissenschaft und Rasseforschung (seit Mai 1939 in der Klinikstraße 6) in „Institut für Vererbungswissenschaften“ oder „Erbbiologisches Institut“ erfolgte jedoch erst nach 1945. Nach Amtsantritt trennte Just die im selben Gebäude untergebrachte Gauamtsstelle des von Walter Groß geleiteten Rassenpolitische Amt der NSDAP organisatorisch vom Vererbungswissenschaftlichen Institut. Sein Programm zur rassischen Durchleuchtung angeblich Minderwertiger setzte Just in Würzburg fort. Dort entstanden zwischen 1944 und 1948 14 Dissertationen etwa zu „mainfränkischen Verbrechersippen“ (1944) oder zur „Anstaltsbedürftigkeit und -pflege Schwachsinniger und ihre eugenische Ausrichtung“ (1947) 1945 verweigerte der Würzburger Kreisleiter Wahl eine Verlagerung des Instituts, sodass Unterlagen in den Kriegswirren vernichtet wurden.
Zudem wurde Just Beiratsmitglied der im November 1942 gegründeten Deutschen Gesellschaft für Konstitutionsforschung. Er war als Direktor eines neuen Kaiser-Wilhelm-Instituts für rassenbiologische und Siedlungsfragen vorgesehen, das seit Frühjahr 1942 geplant wurde und Rassenforschung an künftigen deutschen Siedlern durchführen sollte. Von 1942 bis 1945 war Just Mitglied im Reichsbund Deutsche Familie (RDF). Seine konfessionell bedingten „inneren Spannungen“ zum Nationalsozialismus, so gutachtete das Hauptamt für Wissenschaft (im Amt Rosenberg) 1942 über Just, seien soweit gelockert, dass sie seine fachliche Arbeit nicht mehr beeinflussen würden. Just arbeite aus innerer Überzeugung heraus an einer Fortentwicklung der Erbbiologie im Sinne des Nationalsozialismus mit. In Greifswald übernahm Justs langjähriger Assistent Fritz Steiniger 1943 kommissarisch die Leitung des Instituts für Vererbungswissenschaft.

### Nach Kriegsende
Just wurde am 27. Juli 1945 zunächst seines universitären Amtes enthoben. In seinem Entnazifizierungsverfahren äußerten sich Karl-Heinrich Bauer, Ferdinand Springer, Karl Valentin Müller und Egon von Eickstedt positiv über ihn und seine Haltung. Just wurde zwar am 29. Juli 1947 als „Mitläufer“ entnazifiziert, aber die Militärregierung ließ diesen Spruch noch einmal überprüfen. Dadurch verzögerte sich auch seine Berufung an die Universität Tübingen, wo er auf der Berufungsliste hinter dem noch belasteteren Otmar Freiherr von Verschuer, Direktor des KWI für Anthropologie, menschliche Erblehre und Eugenik von 1942–1945, den zweiten Rang eingenommen hatte. Obwohl der erste Spruch 1948 bestätigt wurde – Just habe, so der Kassationshof, die Irrlehre der Nationalsozialisten in der Rassenlehre durchschaut und ohne Rücksicht auf Gefahren und Nachteile bekämpft – wurde er in Würzburg, obgleich die Medizinische Fakultät eine Wiedereinsetzung befürwortete, vom Bayerischen Kultusministerium nicht wieder eingesetzt. Mit Rücksicht auf seine wirtschaftliche Lage stellte er einen Wiederaufnahmeantrag und wurde am 15. Juni 1948 als Gegner der nationalsozialistischen Bewegung und Weltanschauung klassifiziert. Es sei glaubhaft der Nachweis erbracht worden, dass er sowohl passiven als auch aktiven Widerstand geleistet habe.
Das Institut wurde nach dem Ausscheiden Justs von seiner ehemaligen Doktorandin und Mitarbeiterin Liselotte Ott betreut. Vom 1. Februar 1949 bis zum 30. Juni 1954 verwaltete sie als wissenschaftliche Hilfskraft weitgehend selbstständig das Institut. Für unter Just als Doktorvater begonnene Dissertationen, etwa von Wilhelm Ertz (Promotion 1947), am Erbbiologischen Institut Würzburg, fungierte 1947 bis 1948 Jürg Zutt (1893–1980), der Dekan der Medizinischen Fakultät und neue Direktor der Universitätsnervenklinik als Referent.
1948 nahm Just den Ruf als Ordinarius für Anthropologie und Direktor des Anthropologischen Instituts nach Tübingen an. Seine Antrittsvorlesung hielt er am 27. Januar 1949. Er gehörte mit Ernst Kretschmer und Karl Heinrich Bauer zu den führenden Mitgliedern der 1950 wiederbegründeten Deutschen Gesellschaft für Konstitutionsforschung. Die Zeitschrift für menschliche Vererbungs- und Konstitutionslehre war von ihnen 1949 wiederbegründet worden. (Die Zeitschrift wurde 1964 unter dem Titel Humangenetik fortgesetzt). Just war außerdem Zweiter Vorsitzender der Deutschen Gesellschaft für Anthropologie. Im Juli erhielt er von der Medizinischen Fakultät der Universität Tübingen die Ehrendoktorwürde.
Just starb im August 1950 überraschend nach kurzer, schwerer Krankheit.

## Wirken

### „Höherer Mendelismus“
Just war einer der führenden deutschen Erbbiologen seiner Zeit. Als sich während der 1930er Jahre die menschliche Erblehre zur Entwicklungsgenetik erweiterte, griff er 1934 den von Goldschmidt geprägten Begriff „höherer Mendelismus“ auf, den er auf den Menschen übertrug und mit der menschlichen Konstitutionstypenlehre Ernst Kretschmers kombinierte. Damit brachte er die Einsicht zu Ausdruck, dass sich die Merkmale des Menschen nicht monofaktoriell nach den Mendelschen Regeln einfach dominant oder rezessiv vererbten, sondern nur im Kontext eines genotypischen Milieus betrachtet werden könnten, dass also die Wirkung eines Gens stets von anderen Genen, aber auch von pränatalen oder Umwelteinflüssen abhänge. Dadurch gerieten die Wechselwirkungen zwischen Erbfaktoren und Umweltbedingungen ins Blickfeld. Otmar von Verschuer etwa begründete mit den Erkenntnissen des „höheren Mendelismus“, warum sich Erbgesundheitsgerichtsverfahren nach dem „Gesetz zur Verhütung erbkranken Nachwuchses“ nicht mehr nur auf eine klinische Diagnose, sondern stattdessen auf eine genealogisch entwickelte Erbdiagnose stützen sollten. Damit sollte nicht mehr allein die Erbkrankheit, sondern vielmehr die „krankhafte Anlage“ hinter der Erbkrankheit bekämpft werden. Hans-Walter Schmuhl schreibt die Begriffsprägung „höherer Mendelismus“ Just zu; Ute Felbor konnte den Begriff allerdings schon im Werk Richard Goldschmidts nachweisen.

### Der Begriff der „Humangenetik“
In diesem Zusammenhang prägte Just 1934 den Begriff „Humangenetik“. Erstmals verwendete er ihn in seiner Arbeit über Faktorenkoppelung, Faktorenaustausch und Chromosomenaberrationen beim Menschen. In seiner Einleitung zum Handbuch der Erbbiologie des Menschen verwendete er den Begriff bereits mehrfach als Synonym für die Erbbiologie des Menschen. Damit wurde ein Rückzug auf wissenschaftlich gebotene Grundlagenforschung angezeigt, während der Begriff „Rassenhygiene“ für angewandte Wissenschaft stand. Die bis dahin ausschließlich deskriptiven Methoden der menschlichen Vererbungs- und Rassenforschung wurden um 1930 nicht nur mit experimentellen Methoden ergänzt und erweitert, sondern deren Probleme wurden auch genetisch umschrieben. Mitunter wird die Etablierung des Begriffs „Humangenetik“ deshalb auf 1939/40 datiert und das Handbuch als „völlig frei von NS-Ideologie“ bezeichnet. Just hatte die Rassenhygiene aber nicht vollends aus der Genetik ausgegliedert, sondern wollte die menschliche Erbforschung in die Genetik als Gesamtwissenschaft einordnen, damit diese sowohl der Klinik als auch der Rassenhygiene ihren vollen Dienst leisten könne, indem sie Grundlagen und Grenzen der praktischen Anwendung aufzeigte. Allerdings spiegelte sein Handbuch die zunehmende Spezialisierung und interne Differenzierung der Teilgebiete wider. Von 1975 bis 1979 entstanden dann in Würzburg der Lehrstuhl und das Institut „für Humangenetik“.

## Veröffentlichungen (Auswahl)
- Über die Vererbung chemischer Eigentümlichkeiten bei Pflanzen, Tieren und Menschen. In: Naturwissenschaftliche Umschau. Band 2, 1913 (= Chemiker-Zeitung. Band 37, Beilage), S. 177–182.
- Hases Untersuchungen über die Biologie der Kleiderlaus. In: Aus der Natur. Band 13, 1916/1917, S. 217–225.
- Der Nachweis von Mendel-Zahlen bei Formen mit niedriger Nachkommenzahl. Eine empirische Prüfung der Geschwister- und Probandenmethode Weinbergs auf Grund von Kreuzungsversuchen mit Drosophila ampelophila LÖW. Philosophische Dissertation Berlin 1919. Abgedruckt auch in: Archiv für Mikroskopische Anatomie. Band 94, 1920, S. 604–652 (Erster Teil), und Band 97, 1923 (Tabellen zum 1. Teil), S. 397–418, sowie Archiv für Entwicklungsmechanik der Organismen. Band 105, 1925, S. 302–329 (Zweiter Teil).
- Methoden menschlicher Erbforschung. In: Aus der Natur. Band 17, 1920/1921, S. 110–124.
- Dem Andenken Gregor Mendels. In: Zeitschrift für Sexualwissenschaft. Band 9, 1923/1923, S. 100–118.
- Praktische Übungen zur Vererbungslehre. Für Studierende, Ärzte und Lehrer […]. Fischer, Freiburg i. Br. 1923 (= Biologische Studienbücher. Band 1).
- Untersuchungen über Faktorenaustausch. I. Untersuchungen zur Frage der Konstanz der Crossing-over-Werte. In: Zeitschrift für induktive Abstammungs- und Vererbungslehre. Band 36, 1925, S. 95–159.
- Untersuchungen über Faktorenaustausch. II. Weitere Untersuchungen über die Variabilität der Crossing-over-Werte. In: Zeitschrift für induktive Abstammungs- und Vererbungslehre. Band 44, 1927, S. 149–186.
- Untersuchungen über Ortsbewegungsreaktionen. 1. Das Wesen der phototaktischen Reaktionen von Asterias Rubens. In: Zeitschrift für vergleichende Physiologie. Band 5, 1927, (= Zeitschrift für wissenschaftliche Biologie. Abt. C) S. 247–282.
- Begriff und Bedeutung des Zufalls im organischen Geschehen. Springer, Berlin 1925.
- Die Entstehung neuer Erbanlagen. Eine kritische Übersicht über neuere Untersuchungen. In: Theodor Brugsch (Hrsg.): Ergebnisse der gesamten Medizin. Band 9. Berlin/Wien 1926, S. 475–504.
- Methoden der Vererbungslehre. In: Tivor Péterfi (Hrsg.): Methodik der wissenschaftlichen Biologie. 2 Bände. Berlin 1928, S. 502–605.
- Die Vererbung. F. Hirt, Breslau 1927; 2. Auflage ebenda 1936.
- Über die Phylogenese spezialisierter Anpassungen. In: Comptes rendus du XIIe Congrès International de Zoologie, tenu à Lisbonne du 15 au 21 Septembre 1935. Lissabon 1936, S. 35–50.
- Untersuchungen zur Frage der physiologischen Gleichwertigkeit der Seestern-Radien. In: Archiv für Entwicklungsmechanik der Organismen. Band 119, 1929, (= Zeitschrift für wissenschaftliche Biologie. Abt. D) S. 100–142.
- als Hrsg.: Vererbung und Erziehung. Julius Springer, Berlin 1930.
- Vererbung, Umwelt, Erziehung. In: Günther Just (Hrsg.): Vererbung und Erziehung. Berlin 1930, S. 1–37.
- Eugenik als Problemkreis und als Aufgabenkreis. In: Eugenik, Erblehre, Erbpflege. Band 1, 1930/1931, S. 141–144.
- Mensch und Tierwelt. In: Natur und Museum. Band 61, 1931, S. 2–13 und 73–88.
- Erziehungsprobleme im Lichte von Erblehre und Eugenik. (Referat) In: Das kommende Geschlecht. Band 7, Heft 1, 1932, S. 1–49.
- als Hrsg.: Eugenik und Weltanschauung. Metzner, Berlin/München 1932.
- Eugenik und Weltanschauung. In: Günther Just (Hrsg.): Eugenik und Weltanschauung. Metzner, Berlin/München 1932, S. 7–37.
- Eugenik und Schule. In: Erblehre-Erbpflege. Hrsg. vom Zentralinstitut für Erziehung und Unterricht. Berlin 1933, S. 40–65.
- Die Grundlagen der Eugenik (Rassenhygiene). In: Zeitschrift für Standesamtswesen. Band 13, 1933, Beilage 9, S. 9–13 und 17–20.
- Faktorenkoppelung, Faktorenaustausch und Chromosomenaberrationen beim Menschen. Nebst einem einleitenden Abschnitt zu Fragen des höheren Mendelismus beim Menschen. In: Ergbenisse der Biologie. Band 10, 1934, S. 566–624.
- Probleme des höheren Mendelismus beim Menschen. In: Zeitschrift für induktive Abstammungs- und Vererbungslehre. Band 67, 1934, S. 263–286.
- Probleme der Persönlichkeit. Metzner, Berlin 1934 (= Schriften zur Erblehre und Rassenhygiene. Ohne Bandzahl).
- Kritische Besprechung von Ludwig Plate: Vererbungslehre mit besonderer Berücksichtigung der Abstammungslehre und des Menschen, 2. Bd. 2. Aufl. Jena 1933. In: Archiv für Rassen- und Gesellschaftsbiologie. Band 28, 1934, S. 325–336.
- Allgemeine Vererbungslehre. 2. Auflage. Springer, Berlin 1935.
- Multiple Allelie und menschliche Erblehre. In: Ergebnisse der Biologie. Band 12, 1935, S. 221–324.
- Vererbung. In: Handwörterbuch der Naturwissenschaften, 10. Band. 2. Auflage. Jena 1935, S. 187–230.
- Die Vererbung. 2., erweiterte Auflage. Breslau 1936.
- Die Arbeit des Greifswalder Instituts für Vererbungswissenschaft. Günther Just. Verl. d. Dt. Ärzteschaft, Berlin 1936.
- Schulauslese und Lebensleistung. Vortrag gehalten auf dem Internationalen Kongreß für Bevölkerungswissenschaft zu Berlin am 30. August 1935. Hirzel, Leipzig 1936.
- Untergruppe L4 (Erbwissenschaftliches Forschungsinstitut). In: Hans Reiter (Hrsg.): Das Reichsgesundheitsamt 1933–1939. Sechs Jahre nationalsozialistische Führung. Berlin 1939, S. 358–361.
- als Hrsg. mit Karl Heinrich Bauer, Ernst Hanhart und Johannes Lange: Handbuch der Erbbiologie des Menschen. 5 Bände (in 7 Teilen). Verlag von Julius Springer, Berlin 1939–1940.
  - Band 1: Die Grundlagen der Erbbiologie des Menschen.
  - Band 2: Genetik der Gesamtperson.
  - Band 3: Erbbiologie und Erbpathologie körperlicher Zustände und Funktionen. I. Stützgewebe, Haut, Auge.
  - Band 4: Erbbiologie und Erbpathologie körperlicher Zustände und Funktionen. II. Innere Krankheiten. (2 Teilbände)
  - Band 5: Erbbiologie und Erbpathologie nervöser und psychischer Zustände und Funktionen. 1. Teil: Erbneurologie, Erbpsychologie; 2. Teil: Erbpsychiatrie.
- Erbpsychologie der Schulbegabung. In: Handbuch der Erbbiologie des Menschen. Band 5. Berlin 1939, S. 538–591.
- Die mendelistischen Grundlagen der Erbbiologie des Menschen. In: Handbuch der Erbbiologie des Menschen. Band 1. Berlin 1940, S. 371–460.
- mit Wolfgang Abel, K. H. Bauer: Methodik, Genetik der Gesamtperson. Springer, Berlin 1940.
- Agnes Bluhm und ihr Lebenswerk. Günther Just. Naumann, Berlin 1941.
- Gemeinsame Probleme von Erbbiologie und Kinderforschung. In: Arbeiten aus dem Reichsgesundheitsamte. Band 74, 1941, S. 379–397.
- Autobiografische Skizze. In: Archiv des Rektorats und des Senats dr Universität. Nr. 103 (Personalakte Just). Würzburg (August) 1945.[35]
- Abstammung und Sonderstellung des Menschen. In: Kosmos. Band 47, 1951, S. 107–110.
- posthum: Vier Vorträge. Mit einem Geleitwort (S. 5–7) von Eduard Spranger. Springer, Berlin/Göttingen/Heidelberg 1951, S. 9–17 (Die Stellung des Menschen im Reiche des Lebendigen), S. 18–39 (Über die Beurteilung geistiger Leistung), S. 40–50 (Gegenwartsprobleme der Anthropologie) und S. 51–64 (Alte und neue Sozialanthropologie).